# Baritono
Il termine baritono, in musica,  designa sia la voce maschile intermedia tra quelle di basso e tenore, sia il cantante che la possiede, sia il suo registro peculiare.
Convenzionalmente, l'estensione vocale del baritono viene indicativamente fissata nelle due ottave comprese tra il la grave e il sol acuto (la1 - sol3), ma spesso può salire al la acuto (e perfino al si bemolle) o scendere al sol grave (sol1 - la/si♭3). La tessitura più congeniale è comunque compresa, grosso modo, nel tratto re2-re3.

## Storia
L'identità della corda di baritono si definì solo nel XIX secolo come conseguenza della trasformazione della voce di tenore, il cui registro grave perse di sonorità e d'importanza man mano che i cantanti si abituarono a cantare in voce, cioè senza ricorrere al falsettone nel registro acuto. A quel punto si creò uno spazio intermedio tra tenore e basso, e il cosiddetto basso-cantante dei primi decenni del secolo si trasformò in baritono. 
Il primo grande baritono fu Giorgio Ronconi, per la cui voce Gaetano Donizetti e Giuseppe Verdi composero Il furioso all'isola di San Domingo (1833), Torquato Tasso (1833) e Nabucco (1842), assegnandogli il ruolo di protagonista.

## Tipi di baritono
- Baritono leggero o, qual dir si voglia, baritono chiaro, oppure ancora baryton-martin: voce dal timbro chiaro e limpido, di limitato volume, ma agile; spazia nella zona acuta del registro ed è fornito di capacità virtuosistiche. Affronta con molta disinvoltura i ruoli più buffi dell'opera. Condivide i passaggi di registro con quelli del tenore, il primo circa sul do3 e il secondo circa sul fa3. Fra i più celebri baritoni leggeri e lirico leggeri figurano: Gerard Souzay, Michel Dens, Pierre Bernac, Angelo Romero, Bruno Praticò, Pietro Spagnoli, Dietrich Fischer Dieskau, Christian Gerhaher, Martial Singher, Giuseppe De Luca (baritono), Bruno De Simone, Mattia Battistini, Benjamin Appl, Thomas Quasthoff.
- Ruoli:
  - Orfeo, L'Orfeo (Claudio Monteverdi)
  - Nardo, La finta giardiniera  (Wolfgang Amadeus Mozart)
  - Papagèno, Il flauto magico (Wolfgang Amadeus Mozart)
  - Tobia Mill e Slook, La cambiale di matrimonio (Gioachino Rossini)
  - Buralicchio e Gamberotto, L'equivoco stravagante (Gioachino Rossini)
  - Ormondo e Batone, L'inganno felice (Gioachino Rossini)
  - Gaudenzio, Il signor Bruschino (Gioachino Rossini)
  - Don Geronio, Il turco in Italia (Gioachino Rossini)
  - Raimbaud, Le comte Ory (Gioachino Rossini)
  - Barone di Trombonok, Il viaggio a Reims (Gioachino Rossini)
  - Barnabè, La maitre de chapelle (Ferdinando Paër)
  - Mercutio, Romeo et Juliette (Charles Gounod)
  - Fontrailles, Cinq-Mars (Charles Gounod)
  - Le Duc, La Basoche (André Messager)
  - Clavaroche e Fortunio, Fortunio (André Messager)
  - Sparck, Fantasio (Jacques Offenbach)
  - Popolani, Barbe bleue (Jacques Offenbach)
  - Le Baron, La vie parisienne (Jacques Offenbach)
  - Boniface, Le jongleur de Notre-Dame (Jules Massenet)
  - Le Comte de Charolais, Jean de Nivelle (Léo Delibes)
  - Bassanio, Le marchand de Venise (Reynaldo Hahn)
  - Pelléas, Pelléas et Mélisande (Claude Debussy)
  - L'horloge comtoise, L'enfant et les sortilèges (Maurice Ravel)
  - Ramiro, L'heure espagnole (Maurice Ravel)
  - Moràles, Carmen (Georges Bizet)
  - Fra Melitone, La forza del destino (Giuseppe Verdi)
- Baritono lirico o cantabile: voce calda, piena e ricca; spazia dalla zona centrale a quella acuta ed è adatto ad una spiegata cantabilità. Possiede un'ineccepibile ed elegante cantabilità e che ben rappresenta i toni romantici più del baritono drammatico. I due passaggi di registro di questa voce si trovano attorno al si2 e al mi3. Fra i più celebri baritoni lirici si citano: Ernest Blanc, Simon Keenlyside, Dominic Cossa, Alessandro Corbelli, Giorgio Caoduro, Ramon Blanchart, Giuseppe Manacchini, Benvenuto Franci, Giacomo Rimini, Roberto de Candia, Mario Cassi, Bruno Taddia, Giorgio Caoduro, Klaus Mertens.
- Ruoli:
  - Figaro, Il barbiere di Siviglia (Gioachino Rossini)
  - Douglas, La donna del lago (Gioachino Rossini)
  - Guillaume, Guillaume Tell (Gioachino Rossini)
  - Taddeo, L'italiana in Algeri (Gioachino Rossini)
  - Dandini e Don Magnifico (Gioachino Rossini)
  - Dottor Malatesta, Don Pasquale (Gaetano Donizetti)
  - Belcore, L'elisir d'amore (Gaetano Donizetti)
  - Camoens, Don Sebastiano (Gaetano Donizetti)
  - Alfonso, La favorita (Gaetano Donizetti)
  - Severo, Poliuto (Gaetano Donizetti)
  - Conte, Gemma di Vergy (Gaetano Donizetti)
  - Antonio, Linda di Chamounix (Gaetano Donizetti)
  - Sir Riccardo Forth, I puritani (Vincenzo Bellini)
  - Valdeburgo, La Straniera (Vincenzo Bellini)
  - Filippo, Beatrice di Tenda (Vincenzo Bellini)
  - Lescaut, Manon (Jules Massenet)
  - Albert, Werther (Jules Massenet)
  - Athanael, Thais (Jules Massenet)
  - Marcello, Schaunard La bohème (Giacomo Puccini)
  - Frank, Edgar (Giacomo Puccini)
  - Nilakantha, Lakmé (Delibes)
  - Zurga, Les pecheurs de perles (Georges Bizet)
  - Lindorf e Coppelius, Les contes d'Hoffmann (Jacques Offenbach)
  - Dapertutto, Les contes d'Hoffmann (Jacques Offenbach)
  - Papagèno, Il flauto magico (Wolfgang Amadeus Mozart)
  - Il Conte di Almaviva, Le nozze di Figaro (Wolfgang Amadeus Mozart)
  - Guglielmo, Così fan tutte (Wolfgang Amadeus Mozart)
  - Achilla, Giulio Cesare (Georg Friedrich Händel)
  - Wolfram, Tannhäuser (Richard Wagner)
- Baritono lirico spinto o lirico-drammatico: è un baritono lirico la cui voce è dotata in natura di maggior volume o un baritono drammatico con più facilità di emissione nel registro acuto; spazia dalla zona centrale a quella acuta. All'occorrenza, si spinge fino a tonalità puramente drammatiche. È un tipo di baritono proprio dell'opera di Verdi, tale da essere definito baritono verdiano. Il primo e secondo passaggio di registro di questa voce si trovano rispettivamente al si♭2 e al mi♭3. Fra i più celebri si citano: Titta Ruffo,Ettore Bastianini, Piero Cappuccilli, Renato Bruson, Ludovic Tezier, Piero Campolonghi, Carlo Galeffi, Riccardo Stracciari, Ugo Donarelli, Giulio Fregosi, Giuseppe Danise, Giuseppe Valdengo, Enrico de Franceschi, Umberto Urbano, Nicolae Herlea, Aldo Protti, Matteo Manuguerra, Enrico Nani, Gino Bechi, Dmitri Hvorostovsky, Sherrill Milnes, Sesto Bruscantini, Apollo Granforte, Giorgio Zancanaro, Carlo Tagliabue, Giangiacomo Guelfi.
- Ruoli:
  - Giorgio Germont, La traviata (Giuseppe Verdi)
  - Renato, Un ballo in maschera (Giuseppe Verdi)
  - Il Conte di Luna, Il trovatore (Giuseppe Verdi)
  - Macbeth, Macbeth (Giuseppe Verdi)
  - Simon Boccanegra, Simon Boccanegra (Giuseppe Verdi)
  - Severo, Poliuto (Gaetano Donizetti)
  - Camoens, Don Sebastiano (Gaetano Donizetti)
  - Conte, Gemma di Vergy (Gaetano Donizetti)
  - Alfonso, La favorita (Gaetano Donizetti)
  - Sir Riccardo Forth, I puritani (Vincenzo Bellini)
  - Valdeburgo, La Straniera (Vincenzo Bellini)
  - Filippo, Beatrice di Tenda (Vincenzo Bellini)
  - Figaro, Il barbiere di Siviglia (Gioachino Rossini)
  - Guillaume, Guillaume Tell (Gioachino Rossini)
  - Frank, Edgar (Giacomo Puccini)
  - Athanael, Thais (Jules Massenet)
  - Dapertutto, Les contes d'Hoffmann (Jacques Offenbach)
- Baritono drammatico: voce ricca, piena, di timbro scuro e intenso volume; spazia nella zona centrale del registro, è dotato di gravi notevoli ed è portato agli accenti forti. Ha gli stessi passaggi di registro del baritono lirico-drammatico, quindi la differenza tra i due è essenzialmente una differenza di timbro e tessitura. I ruoli appartenenti a questa categoria hanno difatti una tessitura più pesante e grave rispetto agli altri tipi di baritono.
- Ruoli:
  - Rigoletto, Rigoletto (Giuseppe Verdi)
  - Nabucco, Nabucco (Giuseppe Verdi)
  - Iago, Otello (Giuseppe Verdi)
  - Scarpia, Tosca (Giacomo Puccini)
  - Jack Rance, La fanciulla del West (Giacomo Puccini)
- Basso-baritono: è la categoria di voci di basso o di baritono che si pone a cavallo tra la tessitura del basso e quella del baritono. Caratteristiche della voce del basso-baritono, parlando da un punto di vista baritonale, sono la facilità d'emissione nel registro grave e il timbro abbastanza scuro ma più brillante e chiaro di quello del basso. I due passaggi di registro possono essere gli stessi del baritono drammatico, ma si avvicinano leggermente a quelli del basso cantante (attorno al la2 per il primo e al re3 per il secondo). In questa categoria possono rientrare tutti i personaggi mozartiani di vocalità ambigua fra basso e baritono nonché il baritono wagneriano. Si tenga però di conto che i bassi baritoni, non avendo una collocazione specifica di repertorio, eseguono, il più delle volte, il repertorio tipico del basso cantante. Fra i più celebri bassi baritoni si citano: Ruggero Raimondi, Enzo Dara, Josè Van Dam, Bryn Terfel, Samuel Ramey, Ildebrando D'Arcangelo.
- Ruoli:
  - Escamillo, Carmen (Georges Bizet)
  - Falstaff, Falstaff (Giuseppe Verdi)
  - Figaro, Le nozze di Figaro (Wolfgang Amadeus Mozart)
  - Don Giovanni, Masetto e Leporello, Don Giovanni (Wolfgang Amadeus Mozart)
  - Guglielmo, Così fan tutte (Wolfgang Amadeus Mozart)
  - Papagèno, Il flauto magico (Wolfgang Amadeus Mozart)
  - Figaro, Bartolo e Don Basilio, Il barbiere di Siviglia (Giovanni Paisiello)
  - Haly e Mustafà, l'Italiana in Algeri (Gioachino Rossini)
  - Gottardo, La gazza ladra (Gioachino Rossini)
  - Alidoro e Don Magnifico, la Cenerentola (Gioachino Rossini)
  - Rodolfo, La sonnambula (Vincenzo Bellini)
  - Struley, Adelson e Salvini (Vincenzo Bellini)
  - Carlo, Filippo e Clemente, Bianca e Fernando (Vincenzo Bellini)
  - Don Pasquale, Don Pasquale (Gaetano Donizetti)
  - Amfortas, Parsifal (Richard Wagner)
  - Wotan, L'anello del Nibelungo (Richard Wagner)
  - Wolfram, Tannhäuser (Richard Wagner)
  - L'Olandese Volante, L'olandese volante (Richard Wagner)
  - Il Conte di Almaviva, Le nozze di Figaro (Wolfgang Amadeus Mozart)
  - Nilakantha, Lakmé (Delibes)
  - Lindorf e Coppelius, Les contes d'Hoffmann (Jacques Offenbach)
  - Le comte Des Grieux, Manon (Jules Massenet)
  - Méphistophélès, La damnation de Faust (Hector Berlioz)
  - Jupiter, Philemon et Baucis (Charles Gounod)

## Variazioni nell'estensione

Pentagramma in chiave di basso: un'estensione da baritono brillante (da la grave a sol diesis acuto).

Se, come già accennato, in ambito operistico l'estensione canonica della voce di baritono include le note che stanno nell'intervallo tra il la1 e il sol3, le incursioni verso le zone più gravi del pentagramma sono sporadiche. Le note più gravi scritte espressamente per baritono nel repertorio standard sono un fa grave (fa1) (scritto per il personaggio di Ford nel Falstaff di Verdi e di Guglielmo Tell nell'omonima opera di Gioachino Rossini) e un fa diesis grave (fa♯1) facoltativo scritto per il personaggio di Iago nell'Otello di Verdi. Fatte queste eccezioni, il sol grave (sol1), intonato da diversi personaggi (ad esempio da Jack Rance nella Fanciulla del West, da Michele nel Tabarro e da Fra Melitone nella Forza del destino), rimane la nota più grave scritta obbligatoriamente. Per il resto, alcuni ruoli scendono al la bemolle grave (la♭1). L'estremo grave della maggior parte dei ruoli per baritono rimane oscillante tra il la1 e il si1. Tuttavia, diversamente da quanto i compositori scrivono per questa voce, l'estremo grave della maggior parte delle voci di baritono raggiunge e supera spesso il sol grave, scendendo talvolta a tonalità tipiche della voce di basso. Non è infatti escluso che un baritono possa cantare ruoli per basso buffo o basso-baritono, nei quali possono essere presenti note come il fa1.
Nella zona acuta, la musica scritta per questa voce termina tipicamente sul sol acuto, con poche eccezioni. Rimangono tuttavia moltissimi casi di acuti facoltativi o tradizionali. Ad esempio, nella celeberrima aria "Largo al Factotum" del Barbiere di Siviglia, il personaggio Figaro, oltre ad intonare due sol acuti, può intonare un la acuto previsto come facoltativo. Il ruolo di Rigoletto ha scritti in partitura alcuni sol acuti, ma, se l'interprete dovesse intonare tutte le note tradizionali createsi nel tempo per questo ruolo, i sol, la bemolle e la acuti supererebbero gli acuti previsti. Un esempio estremo: nell'aria dell'Attila "È gettata la mia sorte", alcuni baritoni, quali Piero Cappuccilli e Sherrill Milnes, hanno interpolato un si bemolle (si♭3).

## Strumenti musicali
Spesso il termine è riferito anche agli strumenti musicali, per indicare la loro estensione e il timbro del loro suono (ad esempio il flicorno baritono, l'euphonium, il fagotto)

## Chiave musicale
Per la corda di baritono esistevano tradizionalmente due chiavi, perfettamente equivalenti, dette entrambe "chiave di baritono": la chiave di fa posta sulla linea centrale, cioè sulla terza riga, del pentagramma, e la chiave di do () posta sulla quinta riga. Oggi sono generalmente sostituite dalla chiave di basso.

## Il baritono nel musical
La tessitura baritonale è ampiamente utilizzata anche nei musical, generalmente per ruoli ambigui o da antagonista o per ruoli di persone anziane.
Alcuni esempi:
- Sweeney Todd (Sweeney Todd: The Demon Barber of Fleet Street)
- Raul (The Phantom of the Opera)
- Il fantasma (The Phantom of the Opera)
- Mago di Oz (Wicked)
- Dr. Dillamond (Wicked)
- Pilato (Jesus Christ Superstar)
- San Pietro Apostolo (Jesus Christ Superstar)
- Max (Sunset Boulevard)
- Javert (Les Miserables)
- Doctor Frank N. Furter (The Rocky Horror Picture Show)
- Lupo Cattivo (Into the Woods)